# 黒の魂
黒の魂（くろのたましい、原題：Anime nere）は、フランチェスコ・ムンズィ監督による2014年のイタリアのドラマ映画。イタリア映画祭2015では『黒い魂』のタイトルで上映された。 
ジョアッキーノ・クリアコ（Gioacchino Criaco）による同名小説に基づき、巨大犯罪組織ンドランゲタと関わった一族の悲劇を描く。第71回ヴェネツィア国際映画祭コンペティション部門に正式出品されて高い評価を得たほか、第60回ダヴィッド・ディ・ドナテッロ賞では作品賞 、監督賞を含む9部門で受賞した。 

## あらすじ
巨大犯罪組織ンドランゲタが拠点とする南イタリア、カラブリア州で生まれ育った三兄弟。三男ルイジはドラッグのディーラーとして国内外の犯罪組織と関係している。妻子とともにミラノで暮らす次男ロッコは一見普通のビジネスマンだが、ドラッグ取引の収益により事業を展開している。カラブリアに残った長男ルチャーノだけは犯罪組織との関わりを嫌い、酪農を営んで平穏に暮らしていたが、叔父たちに憧れる息子のレオが敵対するファミリーを威嚇。この事件はやがて一族を巻き込んだ抗争に発展していく。     

## キャスト
- ルチャーノ：ファブリツィオ・フェッラカーネ - 長男。代々ンドランゲタと関わりの深い一族に生まれながらも犯罪組織との関わりを嫌い、故郷カラブリアで酪農を営む。
- ロッコ：ペッピーノ・マッツォッタ - 次男。ドラッグ取引の収益により事業を展開しているビジネスマン。ミラノ在住。
- ルイジ：マルコ・レオナルディ - 三男。ドラッグのディーラーとして国内外の犯罪組織と関係している。
- ヴァレリア：バルボラ・ボブローヴァ - ロッコの妻。

## 製作
撮影はカラブリア州アフリコ、ビアンコおよびロクリデのほか、アムステルダム、ミラノにて行われた。カラブリア州では演技経験のない地元住民が監督による選考を経て、プロの俳優とともに出演した。

## 公開
2014年9月18日からイタリアで上映され、その後19カ国で劇場公開された。日本では劇場未公開で、2016年4月8日にDVDが発売された。 

## 主な受賞とノミネート
- ダヴィッド・ディ・ドナテッロ賞（2015年） 
  - 作品賞
  - 監督賞（フランチェスコ・ムンズィ）
  - 脚本賞（フランチェスコ・ムンズィ、ファブリツィオ・ルッジレッロ、マウリツィオ・ブラウッチ、ジョアッキーノ・クリアコ）
  - プロデューサー賞（Cinemaundici、Babe FilmsおよびRai Cinema）
  - 撮影賞（ヴラダン・ラドヴィッチ）
  - 編集賞（クリスティアーノ・トラヴァリオーリ）
  - 作曲賞（ジュリアーノ・タヴィアーニ）
  - 歌曲賞（ジュリアーノ・タヴィアーニ、マッシモ・デ・ロレンツォ）
  - 録音賞（ステファノ・カンプス）
  - ノミネート：主演男優賞（ファブリツィオ・フェッラカーネ）
  - ノミネート：助演女優賞（バルボラ・ボブローヴァ）
  - ノミネート：美術賞（ルカ・セルヴィーノ）
  - ノミネート：衣装賞（マリーナ・ロベルティ）
  - ノミネート：メイクアップ賞（ソニア・マイオーネ）
  - ノミネート：ヘアスタイリスト賞（ロドルフォ・シファーリ）
  - ノミネート：ヤング・ダヴィッド賞（フランチェスコ・ムンズィ）
- ナストロ・ダルジェント賞（2015年） 
  - 脚本賞（フランチェスコ・ムンズィ、ファブリツィオ・ルッジレッロ、マウリツィオ・ブラウッチ、ジョアッキーノ・クリアコ）
  - プロダクション賞（Cinemaundici、Babe FilmsおよびRai Cinema）
  - 編集賞（クリスティアーノ・トラヴァリオーリ）
  - ノミネート：最優秀作品監督賞（フランチェスコ・ムンズィ）
  - ノミネート：主演男優賞（ファブリツィオ・フェッラカーネ、マルコ・レオナルディ、ペッピーノ・マッツォッタ）
  - ノミネート：助演女優賞（バルボラ・ボブローヴァ）
  - ノミネート：撮影賞（ヴラダン・ラドヴィッチ）
- イタリア・ゴールデングローブ賞（2015年） 
  - ノミネート：作品賞
  - ノミネート：脚本賞（フランチェスコ・ムンズィ、ファブリツィオ・ルッジレッロ、マウリツィオ・ブラウッチ、ジョアッキーノ・クリアコ）
  - ノミネート：主演男優賞（ファブリツィオ・フェッラカーネ）
- チャック・ドーロ賞（2015年） 
  - 編集賞（クリスティアーノ・トラヴァリオーリ）
  - 録音賞（ステファノ・キャンプス、サンドロ・イヴェシッチ・ホスト）
  - ノミネート：美術賞（ルカ・セルヴィーノ）
- ヴェネツィア国際映画祭（2014年） 
  - パシネッティ最優秀作品賞（フランチェスコ・ムンズィ）
  - ミンモ・ロテッラ財団賞（ルイジ・ムジーニ）
  - カルロ・マッツァクラーティ賞（フランチェスコ・ムンズィ）
  - ノミネート：金獅子賞（フランチェスコ・ムンズィ）
- バーリ国際映画祭（2015年） 
  - 監督賞／マリオ・モニチェッリ賞（フランチェスコ・ムンズィ）
  - プロダクション賞／フランコ・クリスタルディ賞（ルイジ・ムジーニ）
  - 編集賞／ロベルト・ペルピニャーニ賞（クリスティアーノ・トラヴァリオーリ）